# Jakov Grigor'evič Sinaj
Jakov Grigor'evič Sinaj in russo Яков Григорьевич Синай? (Mosca, 21 settembre 1935) è un matematico russo, vincitore del premio Wolf nel 1996 e del premio Abel nel 2014. È conosciuto per il suo lavoro sui sistemi dinamici, in fisica matematica e in teoria della probabilità.

## Biografia
Sinaj è nato nell'allora Unione sovietica in una famiglia di ebrei russi di Mosca, avente già una tradizione scientifica: i suoi genitori erano entrambi microbiologi, anche se l'influenza maggiore sulla sua vita l'ebbe suo nonno materno Benjamin Kagan, che fu direttore del Dipartimento di Geometria Differenziale dell'Università statale di Mosca.
Studiò presso la statale di Mosca, ottenendo il dottorato nel 1960, sotto la supervisione di Andrej Nikolaevič Kolmogorov.
Dal 1960 al 1971 Sinaj fu ricercatore presso il Laboratorio di metodi probabilistici e statistici dell'Università statale di Mosca, diventando poi ricercatore senior presso l'Istituto Landau di Fisica Teorica, pur continuando a insegnare alla Statale. Divenne professore alla Statale solo nel 1981, forse perché aveva aiutato nel 1968 il poeta e matematico dissidente Alexander Esenin-Volpin.
Dopo la dissoluzione dell'Unione Sovietica, dal 1993 è professore di matematica presso l'Università di Princeton negli USA, pur mantenendo la sua posizione accademica presso l'Istituto Landau.
Sinaj è sposato con la matematica Elena B. Vul, con la quale ha pubblicato diversi lavori congiunti.

## Ricerche
Durante il dottorato sotto Kolmogorov, i due scoprirono che, anche per sistemi dinamici "impredicibili" (ossia caotici), il livello di impredicibilità del moto può essere descritto matematicamente. La loro intuizione divenne in seguito nota come entropia di Kolmogorov-Sinai, che è nulla in un sistema completamente predicibile, e non nulla in un sistema con un certo grado di impredicibilità.
Nel 1963 Sinaj introdusse un particolare modello di biliardo dinamico, noto appunto come "biliardo di Sinai". In questo sistema ideale, una particella rigida rimbalza all'interno di un dominio quadrato senza nessuna perdita di energia, e all'interno di tale dominio si trova inoltre un muro circolare, sul quale la particella può rimbalzare. Dimostrò allora che, per quasi tutte le traiettorie iniziali possibili, il sistema è ergodico: ciò significa che, dopo un tempo sufficientemente lungo, la frazione di tempo che la particella avrà trascorso in una qualsiasi regione della superficie del biliardo sarà approssimativamente proporzionale all'area di tale regione. Fu un risultato molto importante da un punto di vista teorico, perché fu la prima volta che fu dimostrata in modo rigoroso l'ergodicità di un sistema dinamico. Nel 1963 annunciò anche di aver dimostrato l'ergodicità di un gas costituito da {\displaystyle n} sfere rigide confinate in una scatola, ma non pubblicò mai la dimostrazione completa, e nel 1987 ammise che l'annuncio era stato prematuro. Tale problema non è ancora stato del tutto risolto.
Altri importanti contributi forniti da Sinaj alla fisica matematica includono il suo lavoro sulle fondamenta matematicamente rigorose del metodo del gruppo di rinormalizzazione di Kenneth Wilson e la sua applicazione ai sistemi dinamici, misure alla Gibbs in teoria ergodica, partizioni di Markov iperboliche, la dimostrazione dell'esistenza di una dinamica hamiltoniana per sistemi di infinite particelle per mezzo dell'idea della "dinamica di cluster", la descrizione degli operatori discreti di Schrödinger, partizioni di Markov per biliardi dinamici e la mappa di Lorenz, lo studio matematico della subdiffusione, la verifica della distribuzione di Poisson asintotica delle lacune nei livelli energetici di una classe di sistemi dinamici integrabili, studi sull'equazione di Navier-Stokes e altro.

## Premi e riconoscimenti
Nel corso degli anni il valore della produzione scientifica di Sinaj è stato riconosciuto con numerosi premi, sia di ambito matematico che di ambito fisico, di altissima importanza:
- Medaglia Boltzmann nel 1986[8]
- Premio Dannie Heineman per la fisica matematica nel 1990[9]
- Medaglia Dirac nel 1992[10]
- Premio Wolf per la matematica nel 1996/1997[11]
- Premio Nemmers per la matematica nel 2002[12]
- Premio Lagrange nel 2008
- Premio Henri Poincaré nel 2009[13]
- Premio Leroy P. Steele nel 2013[14]
- Premio Abel nel 2014[1]

Sinaj è stato inoltre eletto membro di numerose società accademiche di tutto il mondo, come la American Academy of Arts and Sciences nel 1983, l'Accademia russa delle scienze nel 1991, la London Mathematical Society nel 1992, l'Accademia ungherese delle scienze nel 1993, la National Academy of Science nel 1999, l'Accademia brasiliana delle scienze nel 2000, l'Academia Europæa nel 2008 e la Royal Society nel 2009.